# Adarsh Gourav
Adarsh Gourav, född 1994, är en indisk skådespelare. Hans internationella genombrott var som huvudrollen i filmatiseringen av boken Den vita tigern.

## Filmografi (i urval)
- 2021 – Den vita tigern
- 2025 – Alien: Earth (TV-serie)